# ハルビン市旗
ハルビン市旗（ハルビン/ハルピンしき、繁体字中国語: 哈爾濱市市旗、簡体字中国語: 哈尔滨市旗、英語: Flag of Harbin）は、中華人民共和国黒竜江省に位置する都市の1つであるハルビン市の旗。使用された期間は短い。
1997年4月5日制定の「哈爾浜市人民政府令 第4号 "哈爾浜市市旗市徽制作和使用管理暫行弁法"」で市旗について制定され、5月1日から正式に採用された。しかし同年11月18日に中国共産党中央弁公庁が市旗の利用を禁止したことにより、1998年1月4日に市旗は廃止された。

## 概要
1997年4月5日に、「哈爾浜市人民政府令 第4号 "哈爾浜市市旗市徽制作和使用管理暫行弁法"」が制定、市旗が作られ、5月1日から正式に市旗が採用された。
同法には、
- ハルビン市人民政府が市旗の尊厳を維持するようにする。
- ハルビン市の国家機関、社会組織、企業、市民は市旗の尊厳が損なわれる行為に対して抵抗する権利がある
- ハルビン市人民代表大会常務委員会は市旗の制作を許可したことに関する責任を持つ。
- 市民は市による主要な祝賀行事、記念行事、大規模な文化・スポーツイベントや大規模な展示会、展覧会、販売活動などの機会に市旗の利用を行う権利を持つ
- ハルビン市を代表して中国で開催される大会やその他の活動に参加する際に、市旗を使用することができる
- ハルビン市政府機関、企業や機関の会場などでも市旗を掲揚することを認める。

などということや、デザイン（後述）が記載されていた。

しかし同年11月18日、中国共産党中央弁公庁は「中共中央弁公庁、国務院弁公庁关于禁止自行制作和使用地方旗、徽的通知」にて
近年（1997年近く）、様々な市が各々の市旗や市章を制定しているが、中華人民共和国国旗法と中華人民共和国国章法は、中華人民共和国の国旗・国章が我が国の象徴であると規定している。国旗及び国章は、国家主権の統一性と、中国は分割できないことを表している。 市旗と市章を独自に作成し使用することは、わが国の国情にそぐわず、不適切である。
とし、加えてその後通知第2条にて
各地、地方の旗と記章を独自に制作・使用することを禁止する。（中略）今後、自治体の旗や記章の制作や使用が発覚した場合、その地域の主要な党や政府の指導者は厳正に対処することになるであろう。
とし、市旗の使用は禁じられた。
これに伴い1998年1月4日、「哈爾浜市人民政府令 第4号 "哈爾浜市市旗市徽制作和使用管理暫行弁法"」は廃止され、ハルビン市旗の利用は終わった。

## デザイン
「哈爾浜市人民政府令 第4号 "哈爾浜市市旗市徽制作和使用管理暫行弁法"」においてデザインは以下のようになっている：
- 市旗の旗面は中緑色（持続可能な開発を意味する）

- 中心に市章が描かれている。

- 市章はチョウジの花、花の雄蕊・雌蕊が雪片、花の下にある白い5本線は松花江の波を表している。
- 比率は2:3

縮尺は以下のようになっている：
| 式号                        | 1号       | 2号       | 3号       | 4号      | 5号     | 車旗    | プロトコール | 桌旗    |
| --------------------------- | --------- | --------- | --------- | -------- | ------- | ------- | ------------ | ------- |
| 幅 × 高さ（センチメートル） | 288 × 192 | 240 × 160 | 192 × 128 | 144 × 96 | 96 × 64 | 30 × 20 | 21 × 14      | 15 × 10 |